# Siuanhuaceratops
Siuanhuaceratops (Xuanhuaceratops) – rodzaj ceratopsa z rodziny czaojangzaurów (Chaoyangsauridae).
Żył w okresie późnej jury (ok. 147 mln lat temu) na terenach wschodniej Azji. Długość ciała ok. 1,2 m, wysokość ok. 50 cm, masa ok. 20 kg. Jego szczątki znaleziono w Chinach, w prowincji Hebei.